# Saga Fagrskinna
Fagrskinna é uma das saga real, escrita em aproximadamente 1220. Seu nome advém de um dos manuscritos que foram preservados. Fagrskinna significa 'Livro com Bela Capa em Pergaminho'.

Os dois manuscritos originais da Fagrskinna desapareceram num incêndio da Biblioteca da Universidade de Copenhaga em 1728. Todavia existem cópias desses originais.

Nesta obra é apresentado uma síntese da vida dos reis noruegueses, de Haldano, o Negro, no séc. IX, até Magno V, vencedor da batalha de Re, em 1177.

A Fagrskinna é uma fonte imediata da Heimskringla de Snorri Sturluson, e é um texto central no gênero das sagas dos reis.

## Edições e traduções
- Bjarni Einarsson (ed.). Ágrip af Nóregskonungasogum: Fagrskinna – Nóregs konunga tal. Reykjavik, 1984.
- Jónsson, Finnur (ed.). Fagrskinna. Nóregs Kononga Tal. Copenhagen, 1902-3. PDF disponível em septentrionalia.net
- Munch, P.A. e C.R. Unger (eds.). Fagrskinna. Kortfattet Norsk Konge-saga. Christiania, 1847. Scans disponíveis em sagnanet.is
- Finlay, Alison (tr.). Fagrskinna: A Catalogue of the Kings of Norway. Leiden: Brill Academic Publishers, 2004. Baseado primariamente na edição de Einarsson de 1984 ISBN 90-04-13172-8

## Literatura secundária
- Haraldsdóttir, Kolbrún. "Fagrskinna." Reallexikon der Germanischen Altertumskunde vol. 8. Berlim, 1994. 142-51. ISBN 3-11-016858-8
- Ehrhardt, H. "Fagrskinna." Lexikon des Mittelalters vol. 4 Munique. Zurique, 1989.
- Jakobsen, Alfred e Jan Ragnar Hagland. Fagrskinna-studier. Trondheim, 1980. ISBN 8251903661
- Jakobsen, Alfred. "Om Fagrskinna-forfatteren." Arkiv för nordisk filologi 85 (1970). 88–124.
- Halvorsen, Eyvind Fjeld. "Fagrskinna." Kulturhistorisk leksikon for nordisk middelalder vol. 4, Copenhagen 1959.